# Ali-Shir Nava'i
Niẓām al-Dīn ʿAlī Shīr Navāʾī noto anche come Niẓām al-Dīn ʿAlīshēr Herawī, in persiano نظام‌الدین علی‌شیر نوایی‎) (Herat, 9 febbraio 1441 – Herat, 3 gennaio 1501) è stato un poeta, scrittore e linguista turco oltre che politico, mistico e pittore. Fu un elevato esponente della letteratura in lingua chagatai.
Credeva che, per scopi letterari, la lingua chagatai e altre lingue turche fossero superiori al persiano, una visione non comune all'epoca, e difese questa convinzione nel suo lavoro intitolato Muhakamat al-Lughatayn (Comparazione delle due lingue). Enfatizzò la sua convinzione nella ricchezza, precisione e malleabilità del vocabolario turco rispetto a quello persiano.
In funzione della sua poesia nella lingua chagatai, Nava'i è considerato da molti, in tutto il mondo di lingua turca, come il fondatore della letteratura turca antica. Molti luoghi e istituzioni in Asia centrale portano il suo nome.

## Biografia
Ali Shir Nava'i nacque a Herat, oggi nel nord-ovest dell'Afghanistan. In quell'epoca, Herat era sotto il dominio dell'Impero timuride e divenne uno dei principali centri culturali e intellettuali del mondo islamico. Ali Shir apparteneva alla classe degli emiri del Khanato Chagatai timuride. Il padre, Ghiyāth al-Din Kichkina (Il piccolo), era un ufficiale di alto rango nel palazzo di Shāhrukh Mirzā, sovrano del Khorasan. Sua madre era dama di compagnia della principessa del palazzo. Ghiyāth ud-Din Kichkina fu poi governatore di Sabzawar Morì mentre Ali Shir era in giovane età, ed egli fu posto sotto la tutela di un altro regnante del Khorasan, Abul-Qasim Babur Mirza.
Fu allievo di Husayn Bayqarah, che in seguito divenne sultano del Khorasan. La sua famiglia fu obbligata a lasciare Herat nel 1447, dopo l'instabile situazione politica che venne a crearsi dopo la morte di Shāhrukh. Nel 1450 la sua famiglia fece ritorno nel Khorasan dopo che era stato ripristinato l'ordine. Nel 1456, Ali Shir e Bayqarah andarono a Mashhad con Ibn Baysunkur. L'anno seguente morì Ibn Baysunkur e Ali Shir e Bayqara presero strade diverse. Mentre Bayqarah cercava di stabilire un potere politico, Ali Shir proseguì i suoi studi a Mashhad, Herat e Samarcanda. Dopo la morte di Abu Sa'id Mirza nel 1469, Husayn Bayqarah prese il potere a Herat. Di conseguenza, Ali Shir lasciò Samarcanda per entrare al suo servizio. Bayqarah governò il Khorasan quasi ininterrottamente per quarant'anni e Ali Shir rimase al suo servizio fino alla morte avvenuta il 3 gennaio 1501 e fu sepolto a Herat.
Ali Shir condusse una vita ascetica, "non si sposò, né ebbe concubine né figli."

## Opere

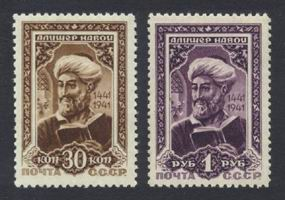
Ali Shir su un francobollo del 1942 (URSS) per celebrare il 500º anniversario della sua nascita.

Ali Shir fu amministratore pubblico e consulente del sultano Husayn Bayqarah. Fu anche un costruttore che avrebbe realizzato o restaurato 370 moschee, madrase, biblioteche, ospedali, caravanserragli e altre istituzioni educative, pie e caritatevoli nel Grande Khorasan. A Herat, era responsabile di 40 caravanserragli, 17 moschee, 10 ville, nove hammam, nove ponti e 20 piscine.
Tra le sue costruzioni più famose si ricordano il mausoleo del poeta mistico del XIII secolo, Farid al-Din 'Attar, a Nishapur (nord-est dell'Iran) e la madrasa Khalasiyya a Herat. Fu uno dei contributori strumentali dell'architettura di Herat, che divenne, nelle parole di René Grousset, "la Firenze di ciò che è stato giustamente chiamato il Rinascimento timuride". Inoltre, fu un promotore e mecenate di borse di studio, delle arti e delle lettere,  musicista, compositore, calligrafo, pittore, scultore, e uno scrittore così celebre che Bernard Lewis, un rinomato storico del mondo islamico, lo chiamava "il Chaucer dei turchi".

### Opere letterarie
Sotto lo pseudonimo di Navāʾī, fu tra gli scrittori chiave che rivoluzionarono l'uso letterario delle lingue turche. Egli stesso scrisse principalmente nella lingua chagatai e produsse 30 opere in un periodo di 30 anni, durante i quali il chagatai venne accettato come lingua letteraria prestigiosa e rispettata. Navāʾī scrisse anche in persiano (sotto lo pseudonimo Fāni), e, in misura molto minore, in arabo.
I suoi più noti poemi sono raccolti in quattro dīwān, o antologie poetiche, per un totale di circa 50.000 versi. Ogni parte della sua opera corrisponde ad un diverso periodo della sua vita:

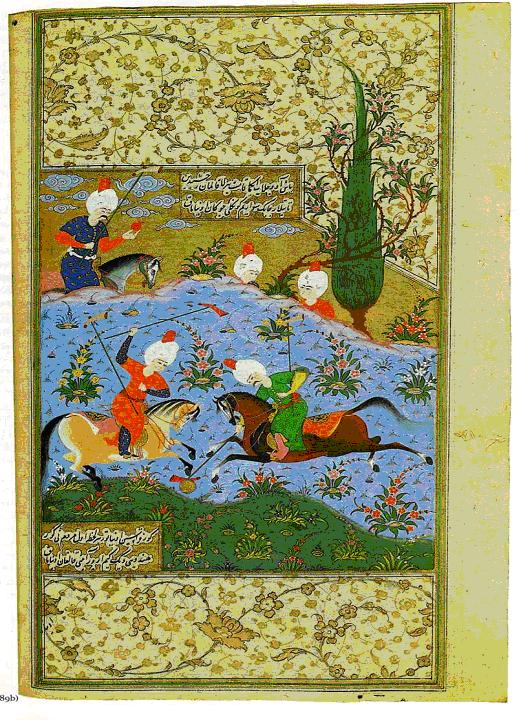
Una pagina dal Nava'i's dīwān dalla biblioteca di Solimano il Magnifico

- Ghara'ib al-Sighar (Meraviglie dell'infanzia)
- Navadir al-Shabab (Rarità della giovinezza)
- Bada'i' al-Wasat (Meraviglie della mezza età)
- Fawa'id al-Kibar (Benefici della vecchiaia)

Per aiutare altri poeti turchi, Ali-Shir scrisse opere tecniche come "Mizan al-Awzan" ("La misura dei metri") e un trattato dettagliato sui metri poetici. Realizzò anche la monumentale "Majalis al-Nafa'is" ("Assemblee di uomini illustri"), una raccolta di oltre 450 schizzi biografici di poeti per lo più contemporanei. La collezione è una miniera d'oro di informazioni, sulla cultura della dinastia timuride, per gli storici moderni.
Altre sue opere importanti sono: Khamsa (Quintuplo), composto da cinque poemi epici ad imitazione di Khamse di Nizami Ganjavi:
- Hayrat-ol-abrar (Meraviglie delle persone buone) (حیرت الابرار)
- Farhad va Shirin (Farhad e Shirin) (فرهاد و شیرین)
- Layli va Majnun  (Layla e Majnun) (لیلی و مجنون)
- Sab'ai Sayyar (Sette viaggiatori) (سبعه سیار) (sui sette pianeti)
- Sadd-i-Iskandari (Le Mura di Alessandro) (سد سکندری) (su Alessandro Magno)

Scrisse anche Lisan at-Tayr (لسان الطیر o linguaggio degli uccelli, sull'opera di `Attar, Manteq-ol-tayr منطق الطیر o Discorsi degli uccelli), in cui espresse il suo punto di vista filosofico e sufi. Tradusse in chagatai la Nafahat-ul-uns (نفحات الانس) di Giami e lo chiamò Nasayim-ul-muhabbat (نسایم المحبت).
Il suo Besh Hayrat (Cinque meraviglie) dà anche uno sguardo approfondito alle sue opinioni su religione e sufismo. Il suo libro di poesia persiana contiene 6.000 versi.
La sua ultima opera, Muhakamat al-Lughatayn, è un confronto tra lingua turca e persiana e fu completato nel dicembre del 1499. Egli credeva che la lingua turca fosse superiore al persiano per scopi letterari e difese questa opinione nel suo lavoro. Ripetutamente enfatizzò la sua opinione nella ricchezza, precisione e malleabilità del vocabolario turco rispetto a quello persiano.

### Elenco delle opere
Sotto un elenco delle opere di Ali-Shir Nava'i compilato da Suyima Gʻaniyeva, professore dell'università statale di Tashkent, facoltà di studi orientali.
Badoe ul-Vasat (Meraviglie del Medioevo) – terzo suo diwan, Hazoin ul-maoniy. Contiene 650 ghazal, 1 mustazod, 2 mukhammas, 2 musaddas, 1 tarjeband, 1 qasida, 60 qit'as, 10 chiston e 3 tuyuk. Complessivamente, il Badoe ul-Vasat ha 740 poemi e 5.420 versi. Venne compilato tra il 1492 e il 1498.
Waqfiya – un lavoro documentario sulla sua produzione. Lo scrisse sotto lo pseudonimo Fani nel 1481. "Waqfiya" descrive la vita del poeta, il mondo spirituale, i sogni e i desideri irrealizzati ed è un'importante fonte di informazioni sulla vita sociale e culturale del XV secolo.
Layla wa Majnun (Layla e Majnun) – il terzo dastan del Khamsa. Parla di un uomo divenuto pazzo per amore. Layla wa Majnun è diviso in 36 capitoli e ha 3.622 versi. Fu scritto nel 1484.
Lisan ut-Tayr – un poema epico che è un'allegoria del bisogno che ha l'uomo di cercare Dio. La storia inizia con gli uccelli del mondo i quali si rendono conto di essere lontani dal loro re e hanno bisogno di cercarlo. Cominciano il lungo e difficile viaggio con molte lamentele, ma un uccello saggio li incoraggia attraverso l'ammonimento e storie esemplari. Nava'i scrisse Lison ut-Tayr sotto lo pseudonimo Fāni tra il 1498 e il 1499. Il poema ha 3.598 versi. Nell'introduzione, l'autore osserva che ha scritto questo poema come risposta all'opera di Farid al-Din 'Attar, Mantiq-ut Tayr (La conferenza degli uccelli).
Majalis un-Nafa’is – una tadhkira (antologia). Scritta nel 1491–1492, fu completata con aggiunte nel 1498. Consiste di otto relazioni di riunione e di molte informazioni su alcuni poeti del tempo. Complessivamente, contiene note biografiche su circa 459 poeti e autori. L'opera è stata tradotta tre volte in persiano nel XVI secolo. È stata anche tradotta in russo.
Mahbub ul-Qulub – opera scritta nel 1500, un anno prima della sua morte. Consiste in un'introduzione e tre sezioni principali. La prima parte riguarda lo status e i doveri delle diverse classi sociali, la seconda questioni morali e la terza contiene consigli e detti saggi. L'opera è stata tradotta anche in russo. Alcune delle storie contenute in questo lavoro provengono dal libro in sanscrito Kathāsaritsāgara in cui, ad esempio, si trova la "Storia del re Prasenajit e il Brāhman che perse il suo tesoro".
Milan ul-Avzan – opera sulla poesia persiana e turca. Venne scritta nel 1490.
Minhaj un-Najat (La via della salvezza) – il quinto poema nella collezione persiana Sittai zaruriya (I sei bisogni). Minhaj un-Najat ha 138 versi e fu scritta in risposta ai poemi di Khaqani e Ansari.
Munajat – opera scritta in prosa negli ultimi anni della sua vita. È un piccolo lavoro sulla supplica e il pentimento nei confronti di Allah. Nava'i scrisse dei suoi sogni e rimpianti per le cose incompiute. Il lavoro è stato tradotto in inglese nel 1990 e anche in russo.
Munshaot (Una collezione di lettere) – una raccolta di lettere di Nava'i scritte a diverse classi di persone su vari argomenti. La raccolta comprende anche lettere indirizzate a Nava'i stesso e al suo figlio adottivo. Munshaot fu realizzato tra il 1498 e il 1499. Il lavoro contiene informazioni su Husayn Bayqarah e Badi 'al-Zaman Mirza. Contiene anche lettere che esprimono il sogno di Nava'i sull'esecuzione del pellegrinaggio (Hajj). Nel lavoro, Nava'i fornisce molte informazioni su questioni politiche, sociali, morali e spirituali.

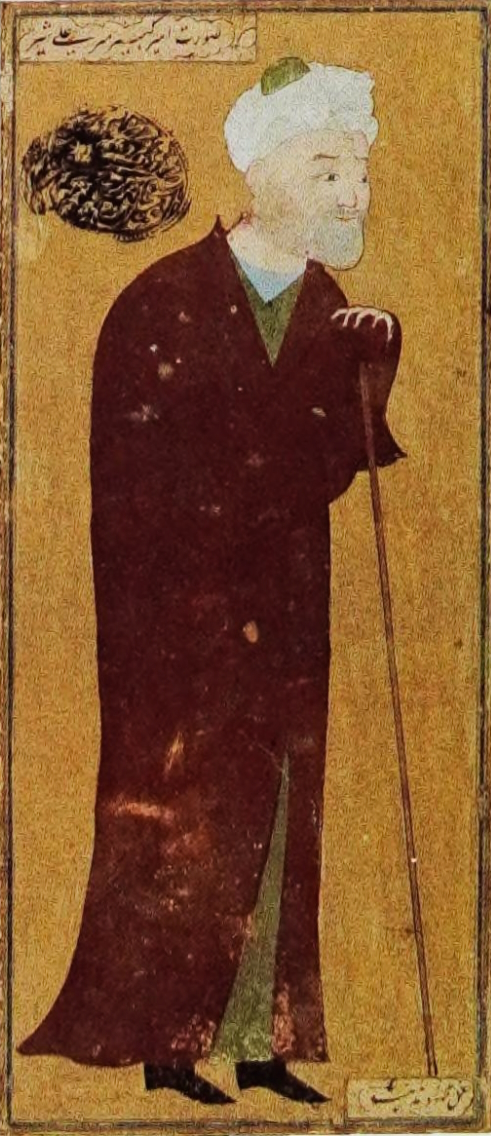
Miniatura del XVI secolo di Alisher Nava'i (scuola di Herat)

Mufradat – opera di Nava'i sulla risoluzione di problemi, scritta nel 1485. In questo lavoro egli discute i molti diversi tipi di problemi e offre le proprie soluzioni. La prima sezione di "Mufradat" intitolata "Haza’in-ul-ma’ani" (I tesori dei significati) contiene 52 problemi in chagatai e la seconda, intitolata "Devani Fani", 500 problemi in persiano.
Muhakamat al-Lughatayn – l'opera di Nava'i sulla sua fede nella ricchezza, precisione e malleabilità del turco rispetto al persiano. In questo lavoro, Nava'i citò alcuni poeti che scrissero in entrambe le lingue. Muhakamat al-Lughatayn fu scritto nel 1499.
Navadir ush-Shabab (Rarità di giovinezza) – è il secondo diwan di Nava'i, Haza’in ul-ma`ani, Navadir ush-Shabab contiene 650 ghazal, 1 mustazod, 3 muhammas, 1 musaddas, 1 tarjeband, 1 tarkibband, 50 qit'as e 52 problemi. In tutto, contiene 759 poemi e 5.423 versi. Navodir ush-Shabob venne compilato dal 1492 al 1498.
Nazm ul-Javahir – opera scritta nel 1485 in segno di apprezzamento per Husayn Bayqarah e il suo trattato di giurisprudenza (risalah). In Nazm ul-Javahir, il significato di ogni proverbio della raccolta di proverbi di ʿAlī intitolata Nasr ul-laoliy è detto in una quartina (ruba'i). La creazione e lo scopo del lavoro sono indicati nella prefazione.
Nasim ul-Huld – qasida scritta in persiano. L'opera venne influenzata da quelle di Khaqani e Khusrow Dehlawī. Lo storico russo Yevgeniy Bertels credette che Nasim ul-Huld fosse stata scritta in risposta all'opera di Giami, Jilo ur-ruh.
Risolai tiyr andohtan – un breve risala di sole tre pagine. Il risala, che sembra essere un commento ad un hadith, venne incluso nell'opera incompiuta, Kulliyot che venne pubblicata in un libro nel 1667–1670 ed è costituita da 17 opere. Nel suo libro Navaiy, Yevgeniy Bertels scelse Risolai tiyr andohtan come ultima opera dei suoi 22 libri su Nava'i.
Rukh ul-Quds (Lo Spirito Santo) – il primo qasida della collezione in persiano intitolata Sittai zaruriya. Rukh ul-Quds, è costituito da 132 versi sull'amor di Dio.
Sab'ai Sayyor (Sette viaggiatori) – quarto dastan del Khamsa. Sab'ai Sayyor è diviso in 37 capitoli e 8.005 versi. Il poema fu scritto nel 1485.
Saddi Iskandari (Le mura di Alessandro) – è il quinto dastan di Khamsa. In questo lavoro, Nava'i interpreta positivamente le conquiste di Alessandro Magno ed esprime le sue opinioni sulle attività di governo.  Saddi Iskandari  fu scritto nel 1485 e si compone di 88 capitoli e di 7.215 versi.
Siroj ul-Muslimin (La luce dei musulmani) – lavoro sulla legge islamica. Siroj ul-Muslimin venne scritto nel 1499 e tratta dei cinque pilastri dell'Islam, shari'a, namaz, fasting, del pellegrinaggio Hajj, dei segnali di Dio, della purezza religiosa e di zakat. L'opera venne pubblicata per la prima volta in Uzbekistan nel 1992.
Tarixi muluki Ajam – libro sugli Scià di Persia. L'opera descrive le buone azioni che gli Scià hanno compiuto per la loro gente. Tarixi muluki Ajam fu scritto nel 1488.
Tuhfat ul-Afkor – il qasida di Nava'i in persiano scritto come risposta al Daryoi abror di Khusrow Dehlawī. Questo lavoro è stato anche influenzato dal qasida di Giami, Lujjat ul-asror. Tuhfat ul-Afkor è uno dei sei qasida inclusi nella raccolta di poesie "Sittai zaruriya".
Favoid ul-Kibar (Vantaggi della vecchiaia) –  quarto diwan del Hazoin ul-maoniy. Il lavoro consiste in 650 ghazal, 1 mustazod, 2 muhammas, 1 musadda, 1 musamman, 1 tarjeband, 1 sokiynoma, 50 qit'as, 80 fard e 793 poesie. La raccolta consta di 888 versi. Fu scritta tra il 1492 e il 1498.
Farhod wa Shirin (Farhad e Shirin) – secondo dastan di Khamsa. Farhod wa Shirin, che fu scritto nel 1484, è spesso descritto come un classico Romeo e Giulietta dell'Asia centrale. Il poema è diviso in 59 capitoli e comprende 5.782 versi.
Fusuli arba'a (Le quattro stagioni) – titolo comune dei quattro qasida scritti in persiano da Nava'i. Ogni qasida è circa una delle quattro stagioni - "Primavera" (57 versi), "La parte più calda dell'estate" (71 versi), "Autunno" (35 versi) e "Inverno" (70 versi).
Hazoin ul-Maoniy – il titolo comune dei quattro diwan che includono i poemi lirici completati da Nava'i.  Hazoin ul-maoniy  consiste di 2.600 ghazal, 4 mustazods, 10 muhammas, 4 tarjebands, 1 tarkibband, 1 masnaviy (una lettera poetica a Sayyid Khsan), 1 qasida, 1 sokiynoma, 210 qit'a, 133 rubai, 52 problemi, 10 chiston, 12 tuyuk, 26 fard e 3132 poesie. "Hazoin ul-Maoniy" conta 22.450 versi. Fu terminato nel 1498. In questa collezione sono presenti sedici generi lirici diversi

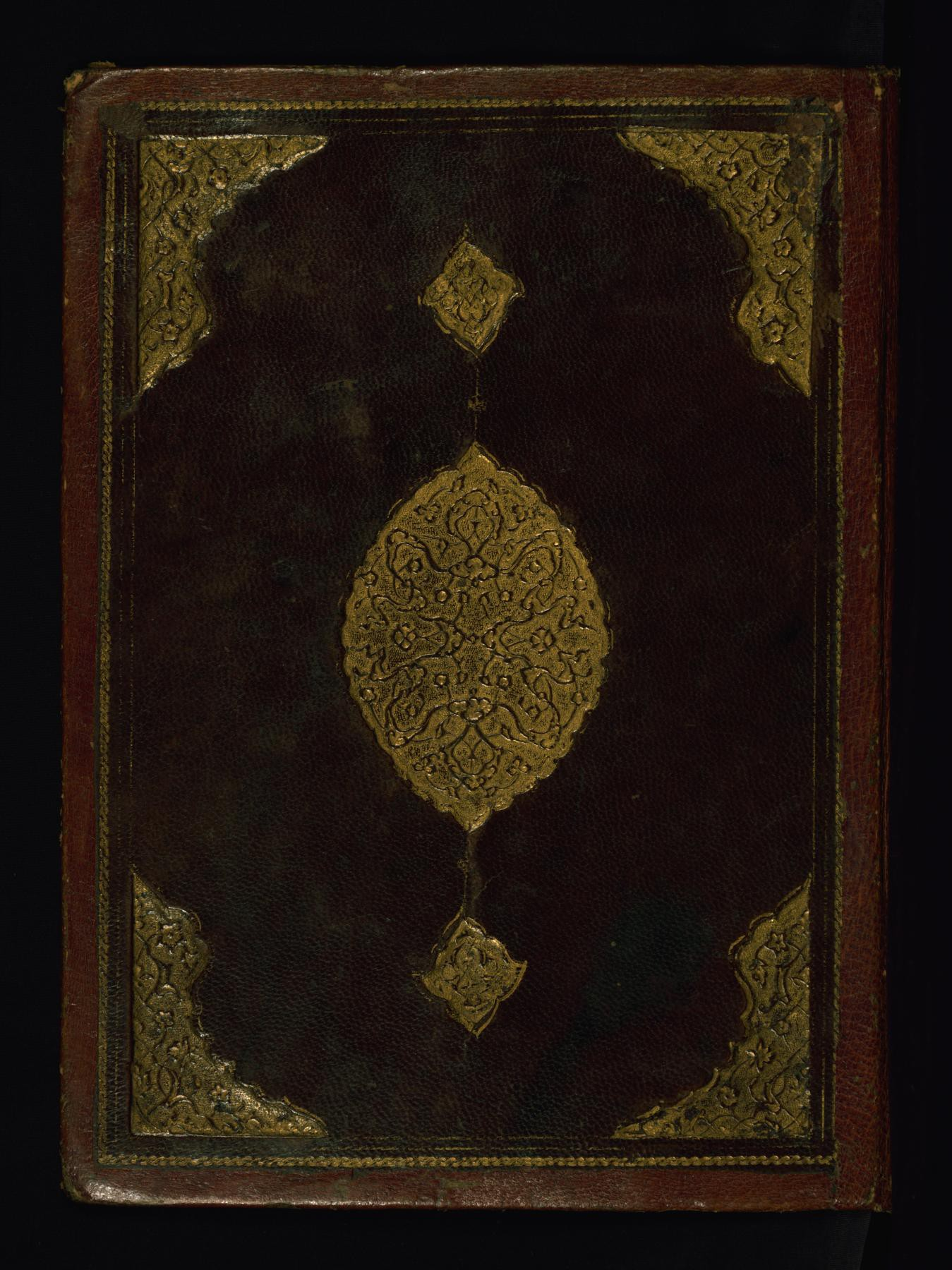
Frontespizio di Khamsa (Cinque poemi) esposto nel Walters Art Museum. Questa copia risale al XVI secolo.

Khamsa – titolo dei cinque dastan di Nava'i, scritti nel periodo 1483–1485. Con questo lavoro Nava'i stabilì un precedente nella letteratura di qualità chagatai. I cinque dastan inclusi in "Khamsa" sono:
1. Hayrat ul-Abror (Meraviglie della gente buona) – 64 strofe, 3.988 versi; scritto nel 1483;
2. Farhad wa Shirin (Farhad e Shirin) – 59 strofe, 5.782 versi; scritto nel 1484;
3. Layli wa Majnun (Layla e Majnun) – 36 strofe, 3.622 versi; scritto nel 1484;
4. Sab'ai Sayyor  (Sette viaggiatori) – 37 strofe, 8.008 versi; scritto nel 1485;
5. Saddi Iskandari (Mura di Alessandro) – 83 strofe, 7.215 versi; scritto nel 1485.

Hamsat ul-Mutaxayyirin – lavoro su Giami scritto nel 1494. L'opera è costituita da un'introduzione, tre sezioni e una conclusione. Nell'introduzione, Nava'i scrive sulla genealogia di Giami, sulla nascita, sull'istruzione, sugli studi e su come divenne uno scienziato e un poeta. La prima parte parla del mondo spirituale di Giami e delle sue idee sui lavori creativi; la seconda parte rivela la vicinanza tra Nava'i e Giami in collaborazioni creative. La conclusione getta luce sulla morte di Giami. Include l'elogio di Nava'i in persiano che consiste in sette sezioni di dieci versi.
Gharoyib us-Sighar (Meraviglie della fanciullezza) – il primo diwan, Hazoin ul-maoniy. L'opera è costituita da 650 ghazal, 1 mustazod, 3 muhammas, 1 musaddas, 1 tarjeband, 1 masnaviy, 50 qit'a, 133 ruba'i e 840 poemi. Gharoyib us-Sighar ha 5.718 versi e venne compilato tra il 1492 e il 1498.
Hayrat ul-Abror (Meraviglie della gente buona) – primo dastan di Khamsa. L'opera è divisa in 64 capitoli e 3.988 versi. Hayrat ul-Abror fu scritta nel 1483.

## Influenze di Nava'i
Nava'i ebbe grande influenza in aree lontane come l'India a est e l'Impero ottomano a ovest. La sua influenza si può trovare in Asia centrale e in tempi moderni in Turchia, a Kazan' in Russia, e in tutte le altre aree in cui vivono turcomanni.
- Babur, fondò l'impero moghul in India e l'autore di Baburnama,fu profondamente influenzato da Nava'i e scrisse del suo rispetto per lo scrittore e la sua memoria.
- Gli ottomani erano altamente consapevoli della loro eredità centro-asiatica; Solimano il Magnifico fu colpito da Nava'i e fece aggiungere "Divan-i Neva'i", "Khamsa" e "Muhakamat" alla sua biblioteca personale.[17]
- Il rinomato poeta azero Fuzûlî, che scrisse sia in epoca safavide che ottomana, fu altamente influenzato dallo stile di Nava'i.
- Nava'i è considerato, nella cultura uzbeka, il poeta nazionale dell'Uzbekistan.[18]

## Eredità
Nava'i è uno dei poeti più amati tra i popoli turchi dell'Asia centrale. È generalmente considerato il più grande rappresentante della letteratura chagatai.Subtelny, 1993, pp. 90-93 La sua padronanza della lingua chagatai fu tale che questa divenne nota come "la lingua di Nava'i".
Sebbene tutte le applicazioni dei moderni etnonimi dell'Asia centrale ai tempi di Nava'i siano anacronistiche, le fonti sovietiche e uzbeke considerano Nava'i come un uzbeko etnico.  Maria Subtelny ha proposto che Ali-Shir Nava'i potesse essere stato un discendente degli scribi Bakhshi, ed ha portato alcune fonti per indicare Nava'i come un discendente degli uiguri. Tuttavia, altri studiosi come Kazuyuki Kubo non sono d'accordo con questo punto di vista.
Fonti sovietiche e uzbeke sostengono che Nava'i abbia contribuito in modo significativo allo sviluppo della lingua uzbeka e lo considerano il fondatore della letteratura uzbeka. Agli inizi del XX secolo, la politica linguistica sovietica ribattezzò la lingua chagatai "vecchio uzbeko", cosa che, secondo Edward A. Allworth, "distorceva gravemente la storia letteraria della regione" e veniva usata per dare ad autori come Ali-Shir Nava'i un'identità uzbeka.
Nel dicembre 1941, l'intera Unione Sovietica celebrò il 500º anniversario della nascita di Nava'i. Durante l'assedio di Leningrado, l'orientalista armeno Joseph Orbeli condusse un festival dedicato a Nava'i. Nikolai Lebedev, un giovane specialista in letteratura orientale che soffriva di distrofia muscolare acuta e non poteva più camminare, dedicò gli ultimi momenti della sua vita alla lettura del poema di Nava'i "I sette viaggiatori".
Molti luoghi e istituzioni in Uzbekistan e in altri paesi dell'Asia centrale prendono il nome da Ali-Shir Nava'i. La regione di Navoiy, la città di Navoiy, la Biblioteca Nazionale dell'Uzbekistan, il teatro di opera e balletto Ali-Shir Navoi, una fermata della metropolitana di Tashkent e l'aeroporto internazionale della città di Navoiy.
Molti ghazal di Nava'i sono inseriti nei Dodici muqam, particolarmente nell'introduzione nota come Muqäddimä. Appaiono anche nelle canzoni popolari uzbeke e nel repertorio di molti cantanti uzbeki, come Sherali Jo'rayev. Le opere di Ali-Sher Nava'i sono state anche rappresentate come opere teatrali dai drammaturghi uzbeki.